# 奧爾多沃湖
55°51′54″N 29°51′35″E / 55.86500°N 29.85972°E

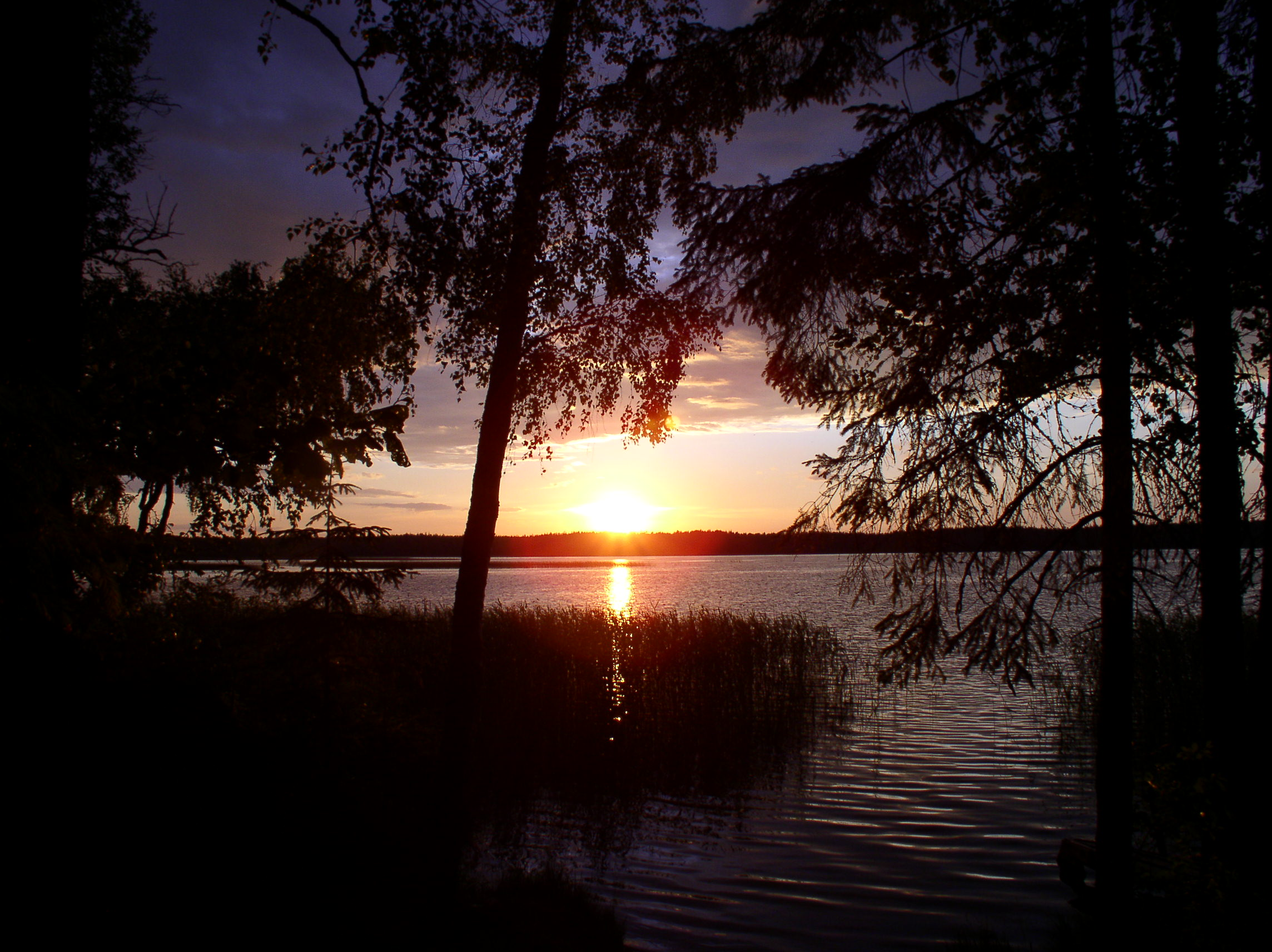

奧爾多沃湖（俄语：Ордово），是俄羅斯的湖泊，位於該國西北部，由普斯科夫州負責管轄，處於涅韋爾區，面積8平方公里，集水區面積34平方公里，平均水深5.7米，最大水深9.4米。